# ドラゴンクエスト ヴァーチャルバトラー仁
『ドラゴンクエスト ヴァーチャルバトラー仁』（ドラゴンクエスト ヴァーチャルバトラーじん）は、御茶まちこの漫画作品。エニックス（現スクウェア・エニックス）『月刊少年ギャグ王』に1997年4月号より1998年6月号まで連載されていた。

## 概要
作品連載当時、小学生を中心に大人気であった「ドラゴンクエストバトルえんぴつ」を題材とした作品。ドラゴンクエストシリーズの関連商品の漫画という、ドラゴンクエスト漫画の中でも一際異彩を放つ作品となっている。
ただし、作品自体は、ドラゴンクエストのモンスターを実体化させて操って戦う「ドラゴンクエストヴァーチャルバトルペンシル」という、「ドラゴンクエストバトルえんぴつ」とは性質が異なるゲームが物語の中心となっており、「ドラゴンクエストバトルえんぴつ」自体は第1回の冒頭で対戦を行っているのみで印象が薄い。（一応作中では、「ドラゴンクエストヴァーチャルバトルペンシル」は「ドラゴンクエストバトルえんぴつ」を元にグレードアップさせたゲームと位置づけられている）
作品の舞台は20世紀末から21世紀初頭（作中の人物が21世紀を「新世紀」と呼んでいる）の東京（作中で記述あり）となっており、その点においても、「原作ゲームの世界」もしくは「それと同様の世界観を持つ世界」が舞台となっていることがほとんどである他のドラゴンクエスト漫画とは一線を画している。
なお、この作品の担当編集は現月刊少年ガンガン編集長の松崎武吏である。

## ドラゴンクエストヴァーチャルバトルペンシル
本作の物語の中心となるゲーム。ドラゴンクエストのモンスターを特殊な装置を使用して実体化させ、それを操って戦わせるゲームである。「バトルペンシル」と呼ばれる、ドラゴンクエストのモンスターのデータがプログラムされた鉛筆型シリンダーを、ヴァーチャルバトルシステムにセットすることでそのモンスターを実体化することができ、脳波を伝える特殊なヘッドギアを装着した子供の純粋な精神力で自在に操ることが出来る。作中では精神力によってモンスターを操ることを「シンパサイズ」と呼ぶ。また、プレイヤーを「ヴァーチャル・バトラー」と呼ぶ。バトルペンシルは1種類のモンスターにつき1本しか存在しない。略称はそれぞれ「バトペン」、「V・バトラー」「VB」。
バトルは「バトル・オン」の合図で試合開始。モンスターの種族やV・バトラーの能力によって、モンスターのクラスおよび、ドラゴンクエストシリーズ原作に倣ってHP・MP・攻撃力・守備力・素早さが決定され、最終的に相手のHPを0にすれば勝利となる。ドラゴンクエストシリーズ原作およびドラゴンクエストバトルえんぴつで使われている「ターン」の概念は無く、バトルに参加しているモンスター全てがリアルタイムで自由に行動し攻撃でき、種族によって原作に登場する呪文や特技も使用できる。また、自由に行動できるので原作の枠を超えた戦術を組むことができ、それによっては格上のモンスターに勝利することも充分可能。火の息の中心の温度の低い部分に突っ込み体当たり、ヒャド系呪文で天井につららを作り落として攻撃・天井を崩して攻撃など。
バトルを繰り返すことでレベルが上がり、モンスターのステータスが上がる。シンパサイズが極限まで達した時は、一時的にレベルが上がり、強力な特技を使用できることもある。
精神力を使用して操作するため、プレイヤーに対しても大きな負担が課せられる。HPのほとんどを失うようなダメージを受けるとプレイヤーの精神にも大きなダメージを受け、気を失うこともある。最悪、精神に障害を受けて記憶を失った例もある。この様な事故を防ぐためか、バトルペンシルは公認されたチームの選手しか持つことは出来ず、公式以外のバトルは禁止されている。公式以外のバトルを禁止する一番の理由は、チーム間のトラブルを防ぐため。
「モンスターを実体化する」について、立体映像なのか物質化しているのかはっきりしない。モンスターが現実の物質に干渉するシーンがある（仁がキメラにぶつかる、剣を振った風圧で帽子が飛ばされる、なめまわしで携帯用ヴァーチャルバトルシステムを故障させる）一方で、仁の手がキメラを突き抜けたり、我楽多博士が「立体映像」と言うシーンが存在するため。
「バトペン」という用語は、作中では
1. この「ドラゴンクエストヴァーチャルバトルペンシル」というゲームのこと
2. モンスターのデータの入った鉛筆型シリンダーのこと

の2つの用法で使われているが、混乱を避けるために以下の本項で「バトペン」と言ったら2.の用法を意味し、1.の用法の略称については「V・バトペン」と表記する。

## ストーリー
ジャパンホビーフェスティバル(JHF)のドラゴンクエストバトルえんぴつ全国大会で優勝した円仁は、会場内でドラゴンクエストのモンスター「キメラ」を目撃する。それは、バトルペンシルに記録されたモンスターの情報を特殊なシステムによって実体化したものであり、そうして実体化されたモンスターを操って戦うゲーム「ドラゴンクエストヴァーチャルバトルペンシル」の存在を知り、実際にそのバトルの様子を見た仁は自らも参加したいと熱望する。その仁の前に、我楽多博士が現れ、1本のバトルペンシルを仁に渡す。仁はそれを手に、ヴァーチャル・バトラーとしてデビューする。

## 登場人物
※説明中の呪文や特技の詳細はドラゴンクエストシリーズの呪文体系/特技一覧を参照のこと。
※使用バトペンのモンスター名の横のアルファベットはモンスターのクラス。AからEまでの5段階ある。記述されていないのは作中でクラスが明らかにならなかったもの。

### 我楽多工房
設立以来の弱小チームで、スポンサーもつかず成績も悪く、さらに仁が加入する直前には選手すらいない状況であった。
円 仁（まどか じん）
使用バトペン：スライム(E→A（シンパサイズが極限まで達した時）)→スライムナイト(D→C（3on3準決勝以降）)
年齢：10歳（小学5年生）、誕生日：11月3日、血液型：B型、身長：138cm、体重：32kg
本作の主人公。好奇心旺盛な少年。天性の勝負士としての勘と誰にも負けないガッツを持つ。追い詰められれば追い詰められるほど熱くなるタイプで、その状況を自ら「ジンジンきてる」と表現する。V・バトペンに関しては勝つことよりもむしろ楽しむことを優先するタイプで、心からV・バトペンを楽しむ姿は、勝つことしか考えていなかったチャカや黒羽の心を動かし、そして観客の皆を共感させた。地方の出身だが、バトえん全国大会に出るために東京に転居し、そのまま我楽多工房に入り我楽多博士の家で生活することになる。カレーピラフが大好物。
使用バトペンはJHFでは我楽多博士から貰った「スライム」を使用。原作同様最弱のステータスで呪文も特技も使えなかったが、機転で1回戦を勝利し、決勝でチャカとの対決ではHP1まで追い詰められたが、シンパサイズを極限まで上げ、勝利。ステータスを一気に最強まで引き上げ、スライムの潜在能力である「灼熱の炎」を吐いた。原作『ドラゴンクエストV』および『VI』の仲間モンスターのスライムが、『V』ではレベル99、『VI』ではレベル90で灼熱炎を習得することに由来。以降は、優勝商品としてもらった「スライムナイト」を使用し、「ホイミ」「気合ため」「受け流し」「スクルト」「はやぶさ斬り」を習得していった。
名前の由来は『鉛筆』の『鉛→エン→円』と、『迅速』の『迅→ジン→仁』から。
我楽多博士（がらくたはかせ）
我楽多工房の責任者。かなりお気楽でいい加減な印象を受ける老人だが、仁のバトえん全国決勝の戦いぶりをみて、仁のV・バトラーとしての才能を看破し、仁に自分の持つバトペン「スライム」を託す。自宅には自作の妙な発明品が沢山ある。かつてはV・バトペン開発グループの責任者だった人物。
名前の由来は、尾崎紅葉らが発刊した雑誌「我楽多文庫」より。
我楽多 いろは（がらくた いろは）
学年：小学5年生
我楽多博士の孫娘で、我楽多工房のマネージャー的存在。おしとやかな少女だが天然ボケ。祖父に似て妙な発明も行う。小学校では転校生の仁と同じクラスになる。
鶴田 チャカ（つるた チャカ）
使用バトペン：キメラ(D)→キメイラ(C)
年齢：10歳、誕生日：10月10日、血液型：B型、身長：146cm、体重：もちろんヒミツ
初登場時は「チームX」所属、パラディンのブロンズナイト(No.8)の称号を持っていた
JHFの会場で仁が目撃したキメラを操っていたV・バトラーの少女。それが縁で仁にV・バトペンの存在を教えることになるが、それ以降勝手に友達にされる。「クール&ビューティー」を自称するが、実際には短気。バトルにおいては優れた判断力を見せる。勝利に対して異常な執念を燃やしていたが、JHFで仁に敗れた際に仁のV・バトペンを楽しむ姿に心を動かされる。その敗戦が原因でパラディンを降格の後、チームXを辞め、ナルシーの代役として我楽多工房入り。趣味はカラオケからナンクロまで与えると何でもはまる。
JHFでは「キメラ」を操り、「翼の洗礼」と呼ばれる威嚇と「ベホイミ」「火の息」で相手を翻弄。仁に敗れた後地方の大会で優勝し、3on3には「キメイラ」で参戦。「冷たい息」「氷の息」「ヒャダルコ」「メラミ」「ベホイミ」「ベホマ」を使用した。
阿田 慎吾 / アダ（あだ しんご）
使用バトペン：どろ人形(D→C（3on3準決勝以降）)
年齢：10歳（小学5年生）、誕生日：11月12日、血液型：O型、身長：155cm、体重：43kg
初登場時は「チーム ジョナサンゴールド」所属。
仁が転校した学校でのクラスメイト。名古屋弁で喋る目立ちたがりな少年。学校で仁とヴァーチャルバトルを行い、仁を「自分の力を100%発揮させてくれるしびれる奴」と認識。我楽多工房に移籍し、3on3大会に参加する。仁の力は認めているが、初対面でケンカしたことといろはを巡る恋心から仲は悪く、3on3でも度々戦闘中でも対立する様子が見られた。「いろはのカレシ」を自称したり、まりもに対して「試合後にいろんな勝負したい」と言ったり、V・バトペンをやる理由を「勝ってモテたい」と言ったりと女好きな面が目立つ。趣味は料理とお菓子作り、ミソカツが大好物。
使用バトペンのどろ人形は「足払い」「誘う踊り」「不思議な踊り」「受け流し」と補助的な技が得意だが攻撃力が弱く、ジョナサンゴールドではなかなか勝てず大会に出られない日々が続いていた。我楽多工房で参戦した3on3では「まねまね」でまりもの踊る宝石のザキを真似て一撃で倒した。
名前の由来は「恩を仇で返す」から。
鳴戸 克美 / ナルシー（なると かつみ）
使用バトペン：リップス
学年：小学5年生
初登場時は別のチームに所属。チーム名は作中に出なかったため不明。
仁が転校した学校でのクラスメイト。男子だがなよなよした行動が多く、仁に対して好意を抱く。隠れたV・バトラーで、いろはだけが知っていた。仁・アダと共に3on3大会に参加するが、予選の最中に発熱でダウンし、チャカと交代する。仁とアダのバトルを、リップスの「なめまわし」でヴァーチャルバトルシステムを故障させて中断させたことがある。

### チームX
全V・バトラー300名のうち100名を抱えるビッグチーム。徹底した競争意識の中、メンバーには勝つことだけを意識させる。トップ8は原作『ドラゴンクエストVI』および『VII』（『VII』は連載当時未発売だが）の職業になぞらえて「パラディン」と呼ばれ、原作のパラディンの職業レベル名を称号として与えられる。
伊吹（いぶき）
パラディンのホーリーナイト(No.1)にしてチームXの創設者にして総帥。自らの利益のためにV・バトペンの市場独占を狙い、そのために強さを誇示するために最強のチームを目指している。メンバーにはバトルにおいて勝つこと以外を考えることを許さず、チームNo.2の黒羽に対してすら勝つこと以外の感情を生み出すことを危惧してまりもを監視役に置くほどである。元々我楽多博士の下でV・バトペンの開発に携わっていたが、その頃から野心を抱いており我楽多博士とは対立していた。

#### 黒羽パーティ
黒羽 京（くろは きょう）
使用バトペン：キラージャック(A)
学年：小学6年生
パラディンのキングスナイト(No.2)。何事にもクールな少年。バトルの実力は最強で、仲間意識の無いチームXにおいて、メンバー皆があこがれる特殊な存在。妹の琴子がV・バトペン中の事故で記憶を失ってしまい、それからV・バトペンを憎み、V・バトペン界の頂点に立つことでV・バトペンそのものを潰そうとしている。
妃頭 剛（ひず ごう）
使用バトペン：切り裂きピエロ(B)
パラディンのゴールドナイト(No.4)。黒羽を尊敬する少年。黒羽と共に3on3に参加するが、決勝にて仁の言葉に錯乱した黒羽に斬られてしまう。
邸野 次郎（ていの じろう）
使用バトペン：カメレオンマン（原作では『IV』と『VI』で同名で別の姿で登場するが、ここでは『VI』のもの）(B)
パラディンのシルバーナイト(No.5)。黒羽を尊敬する少年。予選ではクリスとデッドヒートを演じ2位通過。妃頭と同じく決勝にて仁の言葉に錯乱した黒羽に斬られてしまう。

#### 安売パーティ
安売 正油（あんばい しょうゆ）
使用バトペン：ゴーレム(B)
パラディンのアイアンナイト(No.7)。乱暴で単純思考の大男。チャカとは元々チームXのランキングで争っていたこともありすこぶる仲が悪い。バトルにおいても、ゴーレムの攻撃力と守備力を活かした力押しの戦法を得意とする。
猿野 勝 / サル（さるの まさる）
使用バトペン：シルバーデビル(C)
チャカが抜けた後のパラディンのブロンズナイト(No.8)。猿顔の生意気な少年。元ブロンズナイトのチャカには並々ならぬ対抗心を燃やす。
湖川 まりも（こがわ まりも）
使用バトペン：踊る宝石(D)
パラディンのクリスタルナイト(No.3)。色気をふりまく、やる気無さげな美女。年齢は仁や黒羽たちよりやや上に見える。No.3でありながらバトペンに対しては冷めたところがあり、ランクが下の安売をリーダーとするパーティで3on3に出場するが、実の所は伊吹の命でチームXのメンバーを監視していた。しかしバトルにおいては、「死んでくれる？」と言いながら「ザキ」を唱えるなど冷酷な所を見せる。

#### その他のメンバー
黒羽 琴子（くろは ことこ）
京の妹。V・バトペン中の事故により精神に障害が生じ、記憶を失ってしまう。京はV・バトペンそのものを憎むこととなった。
茸 タケシ（たけ タケシ）
パラディンのスチールナイト(No.6)。サルの説明中に顔と名前が出てきただけで、バトルはおろか話すシーンすらない。

### 萩吉兄弟
萩吉 権佐（はぎよし ごんざ）
使用バトペン：ベロゴン(D)→ベロゴンロード(C)
年齢：12歳、誕生日：3月12日、血液型：A型、身長：160cm、体重：49kg
大会荒らしとして知られるV・バトラー。肋骨技団所属。ロンドン帰りのパンクスで、やや狂気じみており、敵とみたら問答無用で叩き潰す性格。試合前の相手に襲い掛かったことがあるため、大会ではコックピット以外での自由が拘束されている。JHFで「ベロゴン」を操り仁と戦うが敗れ、その恨みを晴らすべく新たに「ベロゴンロード」を操り、弟達と共に3on3に参戦。なお作中のキャラクター紹介で「本当は妹想いの優しい少年」とあるが、作中では全くそんな素振りは見えず、そもそも妹が登場していない。趣味は育てゲー（美少女ものに限る）。
名前の由来は当時ギャグ王編集部に在籍していた同名の人物（『少年探偵彼方ぼくらの推理ノート』等を担当）より。
萩吉 権造（はぎよし ごんぞう）、萩吉 権太（はぎよし ごんた）
使用バトペン：権造…リントブルム(D)、権太…スモールグール(D)
萩吉権佐の弟たち。どっちが兄かは不明。権佐と同じく肋骨技団所属。仁に敗れた権佐の恨みを晴らすべく、権佐と共に3on3に参戦。

### その他のV・バトラー
塚 平 / クリス（つか たいら）
使用バトペン：ホークマンまたはガーゴイル（作中では判別できず）
黒羽に迫る腕を持つと言われたV・バトラー。バジリコ組所属。黒羽とは対称的に目立ちたがりで陽気な性格で、何故か「クリス」を自称する。3on3では前評判どおり予選はトップ通過したが、準決勝で黒羽に1分で倒される。
愛犬ハウス（あいけんハウス）
使用バトペン：マネマネ(C)、キラーマシン2(B)、アームライオン(C)
3on3大会において、我楽多工房が準々決勝で対戦した相手。当時のギャグ王誌上にてV・バトラーとして作品に登場したい読者を募り、その結果選出された3人によるチーム。

### V・バトラー以外の人々
バトエンマン
V・バトペンの大会での司会・実況を努める。
実際にエニックス/スクウェア・エニックスのバトルえんぴつのイベント会場にて司会を務めていたヒーロー。ちなみに、現在でもバトエンマンは存在するが、現在のは2代目で「バトエンレッド」と「バトエンブルー」の2人いる。本作に登場するのは初代がモデル。
財津（ざいづ）
バトルえんぴつ全国大会の決勝の仁の対戦相手。優勝候補と目されていた。攻撃力が低いが高確率で攻撃できるバトえんを使用し、攻撃力は高いがミスが多くムラのあるバトえんを使った仁を追い詰めたものの、そこから「ジンジンきた」仁に立て続けに大ダメージを出されて敗れる。
キューティー竹熊（キューティーたけくま）
「ヴァーチャルバトルペンシル3on3大会の大会会長」にして、「V・バトルペンシル競技連盟役員」ならびに「青少年V・バトラー育成協議会副会長」および「バトペン研究会会長」また「バトペン運動責任者」おまけに「第1回『歌え!バトペンのど自慢大会』優勝」ついでに「バトペンニアピン賞受賞者」。

## コミックス
全てエニックス刊、ギャグ王コミックス。
1. 1997年10月12日初版 ISBN 4-87025-654-1
2. 1998年4月12日初版 ISBN 4-87025-264-3
3. 1998年8月12日初版 ISBN 4-87025-339-9